# Lester Holt
Lester Don Holt Jr. (sinh ngày 8 tháng 3 năm 1959) là một nhà báo người Mỹ và người dẫn chương trình tin tức hằng ngày NBC Nightly News và Dateline NBC. Vào ngày 18 tháng 6 năm 2015, Holt trở thành người dẫn cố định cho bản tin NBC Nightly News, khiến ông trở thành người Mỹ gốc Phi đầu tiên một mình dẫn một bản tin buổi tối hằng ngày.
Holt cũng được biết tới qua vai trò là người dẫn cho cuộc tranh luận tổng thống đầu tiên năm 2016, và vai trò xác minh các tuyên bố do hai ứng cử viên đưa ra của ông đã nhận được nhiều lời khen ngợi. Tổng thống Donald Trump sau đó đã bày tỏ sự ủng hộ vai trò của Holt trong buổi tranh luận, cho rằng "điều đó rất công bằng".

## Thời ấu thơ và giáo dục
Holt sinh ra tại Quận Marin, California, là con trai của June (DeRozario) và Lester Don Holt, Sr. Ông bà ngoại của ông là người gốc Jamaica. Ông ngoại của ông có nửa dòng máu Anh và nửa dòng máu Ấn Độ.
Ông tốt nghiệp Trường Trung học Cordova ở Rancho Cordova vào năm 1977 và học chuyên ngành chính phủ tại Đại học bang California, Sacramento, mặc dù ông chưa từng tốt nghiệp. Vào năm 2012, Holt có nói với tạp chí American Profile: "Công việc trong ngành phát sóng đầu tiên của tôi thực chất là làm DJ tại một đài truyền hình nhạc đồng quê ở miền Tây. Lần duy nhất tôi đã có thể có công việc toàn thời gian là nếu tôi chịu đi đưa tin." Holt đã giữ công việc tại đài phát thanh trong suốt những năm đại học.

## Sự nghiệp

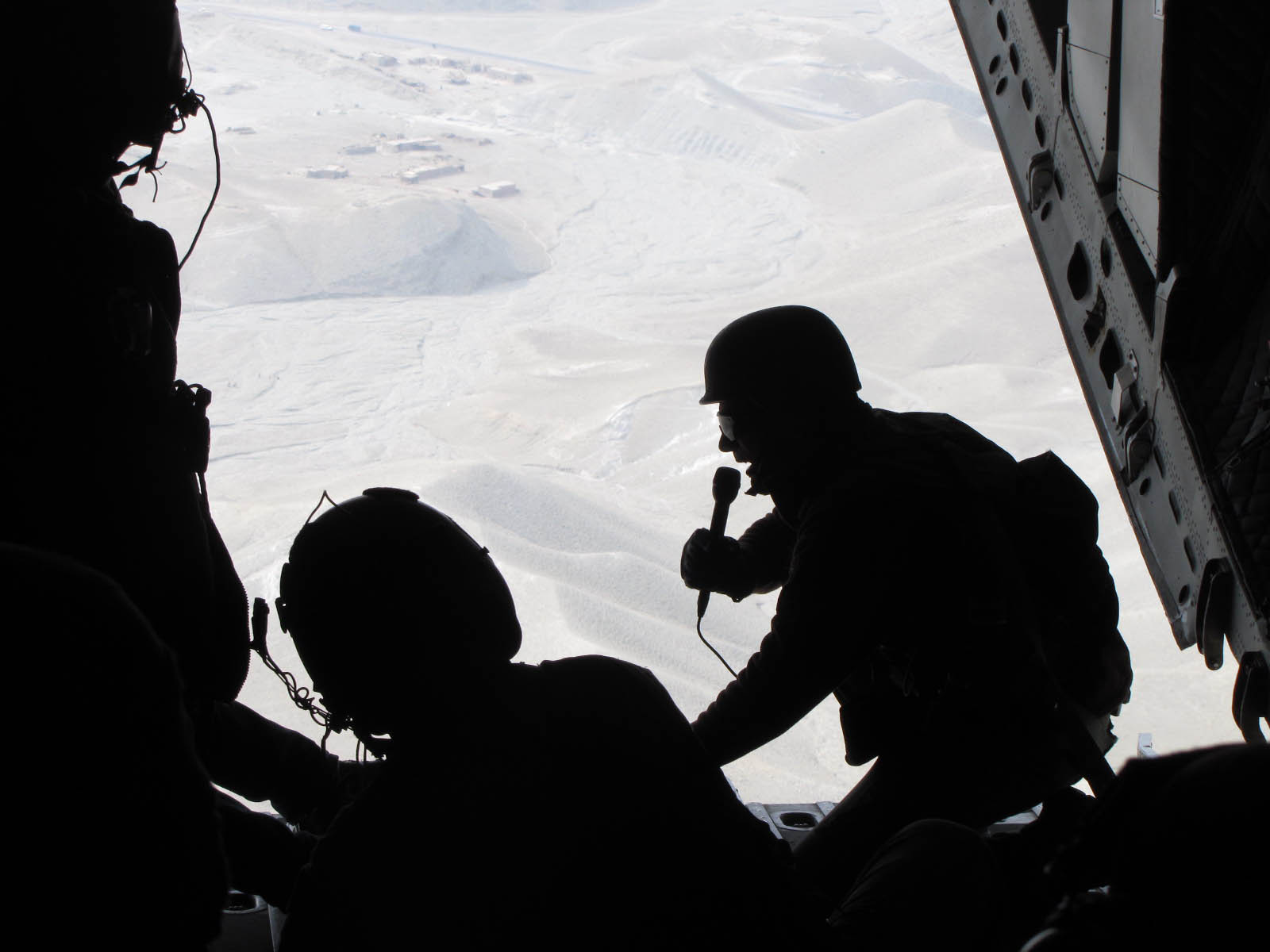
Holt vào năm 2010, chụp bởi Không quân Hoa Kỳ trong lúc đưa tin về một chiến dịch không kích tại Afghanistan

Holt đã làm việc 19 năm với CBS, trong vai trò làm phóng viên, người dẫn và cộng tác viên quốc tế.
Năm 1981, ông được tuyển vào làm phóng viên cho đài WCBS-TV ở Thành phố New York. Năm 1982, ông trở thành phòng viên và người dẫn cuối tuần trên sóng đài KNXT ở Los Angeles, và sau đó một năm quay trở lại vai trò phóng viên và người dẫn cuối tuần tại WCBS-TV. Sang năm 1986, Holt chuyển sang làm tại WBBM-TV ở Chicago, nơi ông làm người dẫn bản tin tối suốt 14 năm. Holt không chỉ làm việc trên bàn dẫn mà còn đưa tin rộng khắp các vùng trên thế giới bao gồm Iraq, Bắc Ireland, Somalia, El Salvador và Haiti.
Holt gia nhập MSNBC vào năm 2000. Năm 2003, ông bắt đầu làm việc toàn thời gian tại NBC News, trở thành người dẫn thay thế cho NBC Nightly News và Today. Holt trở thành người dẫn toàn thời gian của Weekend Today sau khi người đồng dẫn trước đó là David Bloom qua đời. Tới cuối năm 2005, ông cũng dẫn một bản tin hai giờ đồng hồ hằng ngày trên MSNBC. Vào ngày 9 tháng 5 năm 2007, Holt trở thành người dẫn cho phiên bản cuối tuần của NBC Nightly News trong vòng 8 năm trước khi chính thức trở thành người dẫn cố định hằng ngày. Ngoài ra, Holt còn là người dẫn hiện tại cho chương trình Dateline của NBC. Ông là người dẫn trong các buổi tranh luận tổng thống năm 2016, và đã từng phỏng vấn Tổng thống Donald Trump vào năm 2017, mà theo đồng nghiệp nói thì các câu hỏi của ông hóc búa nhưng hoàn toàn phù hợp.
Ngoài công việc chính của mình tại NBC News, ông còn dẫn một chương trình đặc biệt của The History Channel về các thuyết âm mưu về sự kiện 11 tháng 9, làm phóng viên cho NBC Sports trong buổi tường thuật Thế vận hội mùa hè 2008, và cũng là người dẫn của Dateline on ID, một tập chương trình Dateline NBC được chiếu trên mạng lưới Investigation Discovery. Năm 2008, ông là người thể hiện lời bình trong một bộ phim tài liệu về những bộ hộp sọ pha lê trên kênh Sci-Fi Channel.

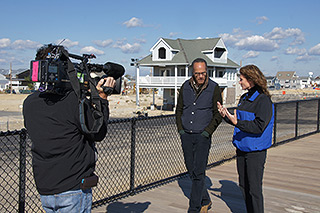
Holt phỏng vấn Bác sĩ Holly Bamford của Cơ quan Đại dương Quốc gia và Cục quản lý Đại dương và Khí quyển Quốc gia vao năm 2013

Khi Brian Williams nghỉ dẫn vào năm 2013 để phẫu thuật thay thế đầu gối, Holt được chỉ định làm người dẫn thay thế vào cuối tuần. Năm 2015, Williams bị đình chỉ do phóng đại một câu chuyện về cuộc Chiến tranh Iraq, và Holt chính thức thay thế ông làm người dẫn cho NBC Nightly News.
Holt đã dẫn cuộc tranh luận các ứng viên tổng thống Đảng Dân chủ vào tháng 1 năm 2016 cùng với một nhóm các phóng viên chính trị của NBC, cũng như cuộc tranh luận tổng thống đầu tiên vào ngày 26 tháng 9 năm 2016. Ứng viên tổng thống Donald Trump cho rằng đây là "một hệ thống rất bất công" vì "Lester là một đảng viên Dân chủ". Holt thực chất là đảng viên Đảng Cộng hòa. Sau buổi tranh luận, Trump cho biết Holt đã làm tốt công việc. Các nhà báo cũng đồng ý về vai trò của Holt, ví dụ như khi ông đã phản kháng lại Trump khi ông ta nói rằng ban đầu ông phản đối cuộc chiến tại Iraq. The Washington Post cho rằng "Nhờ có Holt đã làm sáng tỏ rằng hành động "kiểm tra đột xuất" (stop-and-frisk) được định rõ là vi hiến tại New York, khi mà Trump cho rằng không phải như thế.
Vào tháng 5 năm 2017, Holt phỏng vấn Tổng thống Trump. Cả hai đã bàn luận về việc ông Trump sa thải giám đốc FBI James Comey. Trump ban đầu cho biết ông sa thải Comey vì kết luận của ông ta với cuộc điều tra bê bối thư điện tử của Hillary Clinton. Các nhà phê bình thì cho rằng Trump sa thải Comey vì cuộc điều tra của Comey vào việc nhân viên của Trump liên lạc với nước Nga. Tuy nhiên, Trump nói với Holt rằng: "Khi tôi quyết định [sa thải Comey], tôi tự nói với mình rằng: 'Anh biết đấy, cái chuyện về Trump và nước Nga này hoàn toàn là bịa đặt.'"
Cuộc phỏng vấn của Holt với Trump được truyền thông chú ý rất nhiều. Người dẫn tin tức trên truyền hình Lawrence O'Donnell nói: "Cuộc phỏng vấn của Lester Holt có lẽ là cuộc phỏng vấn trên truyền hình quan trọng nhất từng được thực hiện," và rằng có lẽ chỉ sau cuộc phỏng vấn của David Frost với Richard Nixon. O'Donnell thấy rằng đây là bằng chứng của sự che giấu bất hợp pháp cho vụ bê bối với nước Nga. "Đây là ông ta nói rằng, 'Tôi đang nghĩ về vụ điều tra với Nga, nói cách khác là tôi đang nghĩ về Michael Flynn, lúc tôi sa thải James Comey.'"

### Khác
Holt cũng từng là diễn viên khách mời trong bộ phim năm 1993 The Fugitive cùng phần sau vào năm 1998, U.S. Marshals; và Primal Fear (1996); cũng như các chương trình truyền hình như tập "Red, White, or Blue" của series Due South, "Fate" của Early Edition và "A New Hope" của Warehouse 13. Ông còn xuất hiện trên tập "Cleveland" trong chương trình hài kịch tình huống 30 Rock của NBC. Ông cũng tham gia trong tập "Sandwich Day", trong đó công bố Jack Donaghy sẽ trở thành thành viên nội các mới trong chính quyền của Tổng thống Bush. Holt từng tham gia chương trình Westminster Kennel Club Dog Show vào các năm 2006, 2007 và 2008 của USA Network và cũng xuất hiện trên tạp chí Making Music.

## Thời biểu sự nghiệp
- 1981–2000: Các đài sở hữu và vận hành của CBS
  - 1981–1982: Phóng viên của WCBS-TV
  - 1982–1983: Phóng viên và người dẫn cuối tuần của KNXT
  - 1983–1986: Người dẫn của WCBS-TV
  - 1986–2000: Người dẫn và phóng viên của WBBM-TV
- 2000–nay: NBC News
  - 2000–2003: Cộng tác viên NBC News / MSNBC
  - 2003–2015: Đồng dẫn Weekend Today
  - 2003–2014: Người dẫn thay thế Today
  - 2007–2015: Người dẫn NBC Nightly News Weekend
  - 2007–nay: Người dẫn của NBC News
  - 2011–nay: Người dẫn Dateline NBC
  - 6 tháng 8 năm 2013 – 2 tháng 9 năm 2013 và 9 tháng 2 năm 2015 – 18 tháng 6 năm 2015: Người dẫn tạm thời NBC Nightly News
  - 22 tháng 6 năm 2015 – nay: Người dẫn NBC Nightly News

## Giải thưởng và vinh danh
- 1990: Giải Báo chí Robert F. Kennedy dành cho vai trò của ông trên chương trình 48 Hours: No Place Like Home của CBS.
- 2012: Bằng Tiến sĩ Danh dự từ Đại học Pepperdine
- 2015: Bằng Tiến sĩ Danh dự từ Đại học bang California, Sacramento
- 2015: Được đưa vào Sảnh Danh vọng California vào ngày 28 tháng 10 năm 2015[31]
- 2016: Giải Alan B. DuMont cho Nhân vật phát thanh truyền hình của năm từ Đại học Montclair State[32]
- 2016: Giải NABJ cho Nhà báo của năm từ Hiệp hội Nhà báo Da màu Quốc gia[33]

## Đời tư cá nhân
Holt sống tại Manhattan với vợ là Carol Hagen. Hai người đã có hai người con trai, Stefan và Cameron. Stefan Holt tốt nghiệp Đại học Pepperdine năm 2009 và là người dẫn tin tức buổi sáng tại đài WMAQ-TV của NBC tại Chicago. Năm 2016, Stefan chuyển tới cùng tầng trường quay Nightly News của cha khi gia nhập WNBC, và sau đó kế nhiệm cựu chiến binh Chuck Scarborough làm người dẫn lúc 23 giờ của đài. Lúc rảnh rối, Lester thích chơi đàn guitar bass, như ông chia sẻ trong số tháng 9/10 năm 2009 của tạp chí Making Music. Vào ngày 6 tháng 9 năm 2017, The Today Show đưa tin Holt đã đón người cháu trai của mình, là con của Stefan.
Holt thường dự Nhà thờ Chúa Manhattan ở New York.